# Manteiga de murumuru
A manteiga de murumuru é um cosmético e farmacêutico obtido da palmeira Murumuru (Astrocaryum murumuru), nativa da região amazônica brasileira.
A manteiga, que é obtida a partir da semente desta palmeira, é utilizada para hidratar cabelo e no processo de cozimento (substituindo óleo do coco e manteiga do cacau.